# Chromosoom 12
Chromosoom 12 is een chromosoom in het menselijk lichaam dat ongeveer 133 miljoen basenparen DNA bevat. Het staat voor 4 tot 4,5 procent van het totale DNA in cellen.
Op chromosoom 12 zijn 65 genen bekend (anno 2008) die de oorzaak van een ziekte kunnen vormen. Het is het langste van de groep korte chromosomen.

## Te herleiden aandoeningen
Aanleg voor onder meer de volgende aandoeningen is te herleiden tot een fout (een verkeerde structuur of aantal basenparen) op chromosoom 12:
- de ziekte van Darier
- de stofwisselingsziekte fenylketonurie (PKU), in verband met het PAH-gen
- het syndroom van Noonan
- de ziekte van Sanfilippo (type D)
- het syndroom van Lamb-Shaffer
- de ziekte van Von Willebrand

1 ·
2 ·
3 ·
4 ·
5 ·
6 ·
7 ·
8 ·
9 ·
10 ·
11 ·
12 ·
13 ·
14 ·
15 ·
16 ·
17 ·
18 ·
19 ·
20 ·
21 ·
22 ·
X ·
Y